# 布萊恩·斯卡拉布萊恩
布萊恩·大衛·史考拉布萊恩（英語：Brian David Scalabrine，1978年3月18日—），生於美國加州長灘，職業籃球運動員，曾加入NBA紐澤西籃網、波士頓塞爾提克、芝加哥公牛。
雖然他上場時間不多，但是得到許多球迷的喜愛。芝加哥公牛隊球迷，稱他為「白曼巴」（The White Mamba）。

## 生平
生於加州長灘，是義大利移民的後裔，他家中有四個小孩。他在華盛頓州伊納姆克洛長大，1996年畢業於伊納姆克洛高中（Enumclaw High School）。